# 諾布角
諾布角（英語：Knob Point），是南極洲的海岬，位於羅斯島，處於城堡岩以西3公里的哈特角半島西部，由美國南極名稱諮詢委員命名，現時由南極條約體系管理。